# Jakub Franciszek Edward Stuart
Jakub Franciszek Edward Stuart, ang. James Francis Edward Stuart/Stewart (ur. 10 czerwca 1688, zm. 1 stycznia 1766) – pretendent do tronu Szkocji i Anglii z ramienia jakobitów jako Jakub III (w Anglii) i VIII (w Szkocji).

## Życiorys
Był synem Jakuba II i VII i jego drugiej żony – Marii z Modeny, córki Alfonsa IV d’Este. Wychował się we Francji. Po śmierci ojca w 1701 został jakobickim pretendentem do tronów Anglii i Szkocji. Został uznany za prawowitego króla przez Ludwika XIV, co stało się jedną z przyczyn wojny o sukcesję hiszpańską. W 1708 podjął nieudaną próbę lądowania w Szkocji na czele wojsk francuskich.
Po śmierci został pochowany w bazylice św. Piotra na Watykanie.
Ożeniony w 1719 z Marią Klementyną Sobieską (wnuczką Jana III), z którą miał dwóch synów:
- Karol Edward Stuart (ur. 31 grudnia 1720, zm. 31 stycznia 1788),
- Henryk Benedykt Stuart (ur. 11 marca 1725, zm. 13 czerwca 1807).